# Johannes Paulus Drost

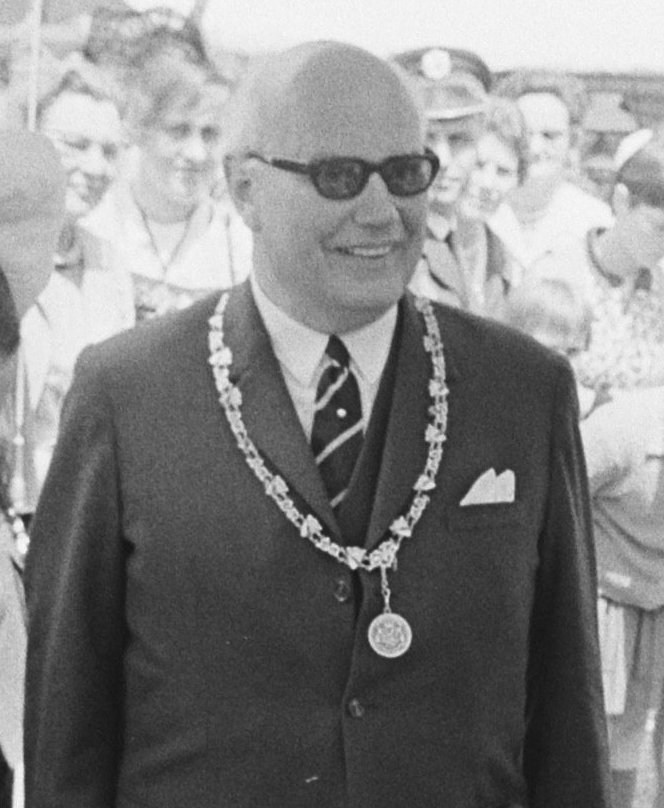
Burgemeester J.P. Drost (1967)

Johannes Paulus Drost (Rotterdam, 11 februari 1908 – 27 juli 1996) was een Nederlands politicus van de PvdA.
Hij werd geboren als zoon van Johannes Drost (1880-1954; later deken van de orde van advocaten van Rotterdam) en Ariette Clara Agatha van der Stok (1879-1947). Hij is in 1935 afgestudeerd in de rechten aan de Rijksuniversiteit Utrecht en was daarna volontair bij de gemeente Lekkerkerk. Midden 1937 werd Drost benoemd tot burgemeester van Breskens en in 1941 volgde zijn benoeming tot burgemeester van Borculo. Begin 1943 werd hij daar ontslagen waarna Borculo een NSB-burgemeester kreeg. Na de bevrijding keerde Drost terug als burgemeester en eind 1958 werd hij burgemeester van Rheden. In maart 1973 ging hij daar met pensioen maar daarna was hij nog enkele jaren waarnemend burgemeester van Buren. Drost overleed in 1996 op 88-jarige leeftijd.